# Jacques Lenot
Jacques Lenot, compositeur français né le 29 août 1945 à Saint-Jean-d'Angély, revendique un parcours indépendant et autodidacte. Il utilise des techniques compositionnelles dérivées du sérialisme.

## Biographie
Jacques Lenot est né à Saint-Jean-d'Angély (Charente-Maritime) le 29 août 1945 dans une famille de commerçants modestes. Son père horloger est originaire du Doubs, sa mère de Champagne. La musique occupe une petite place dans la vie familiale : son père laisse le plus souvent son violon dans sa boîte et sa mère ne s'installe que rarement au piano droit qui trône à la maison. Malgré tout, le petit Jacques apprend les rudiments du piano et du solfège dans le cadre privé. Ses parents sont abonnés à la Guilde du Disque, ce qui lui permet de découvrir les œuvres classiques du répertoire.
Dès l'âge de huit ans, il commence secrètement à composer de la musique dans le style de Chopin, Debussy et Bartók. Il remplit des cahiers d'écolier de pièces vouées à l'inachèvement ; le piano restera longtemps au centre de ses compositions.
À l'automne 1961, il entre à l'École normale d'instituteurs de La Rochelle. Grâce au professeur de musique de cette institution, les élèves travaillent des œuvres difficiles ; il subit le choc discographique du Sacre du Printemps. Il étrenne son seul et unique poste d'instituteur à la rentrée 1965 à La Tremblade.
En 1963, a lieu la 1re édition du festival de Royan, entièrement consacré à la musique du XXe siècle. C'est pour Lenot l'occasion de ressentir l'effet charnel de la musique. Il y lie connaissance avec Cécile Midas, retrouve Maurice Fleuret, déjà rencontré à La Rochelle, et noue une longue et indéfectible amitié avec lui. Il leur avoue sa vocation de compositeur, jusque-là tenue secrète.
En 1966, il profite de ses vacances pour suivre les cours de Darmstadt, notamment ceux de Ligeti sur les Bagatelles de Webern. Il y côtoie aussi Stockhausen (il garde pour Gruppen et les Klavierstücke un goût inaltérable) et Kagel. Au retour de Darmstadt, il compose sa première œuvre achevée, Diaphanéïs, pour soixante parties réelles de cordes et percussions métalliques. À son insu, Cécile Midas, qui connait Olivier Messiaen - car ils font tous deux partie de l'organisation du festival de Royan -, pose la partition sur le bureau de celui-ci, à Paris. Messiaen fait exécuter l'œuvre au festival de Royan en 1967.
En 1968 et 1969, il bénéficie des conseils de Sylvano Bussotti qu'il vénère comme un maître et qui tentera de le détacher de l'influence de Darmstadt. Grâce à Bussotti, il fait la connaissance de Goffredo Petrassi et Franco Donatoni. Donatoni lui fait connaître Giuseppe Sinopoli et lui conseille de quitter l'orbite de Bussotti…
En 1973, il démissionne de l'Éducation Nationale pour se consacrer exclusivement à la composition.
Il est Lauréat de la Fondation de la vocation en 1974 ; cette même année, il suit les fameux cours de Donatoni à l'Accademia Chigiana à Sienne.
En 1975, Harry Halbreich lui commande, pour le festival de Royan, un quatuor à cordes, en même temps qu'une œuvre pour le célèbre Orchestre du Südwestfunk de Baden-Baden. Les deux œuvres seront créées au printemps 1977.
En décembre 1977, il s'installe à Paris, décroche un contrat d'exclusivité pour l'édition de son œuvre chez Salabert, pour qui il fera en même temps un travail de copiste (principalement ses propres partitions, mais aussi celles d'autres compositeurs).
En 1980, Pierre Boulez crée Allégories d'exil IV : Dolcezze ignote all'estasi avec l'Ensemble Intercontemporain.
En 1983, il obtient une bourse de recherche du Ministère de la Culture.
En 1992, il obtient du département du Gers une résidence de compositeur et s'installe à Plaisance-du-Gers. Il y organise conférences et stages et compose ses principales œuvres pour piano et pour orgue.
En 1997, il s'installe à Groffliers (Pas-de-Calais) dans la petite maison de gardien d'une grande propriété, souvent inoccupée. Il obtient une commande de l'Orchestre national de Lyon, puis à la suite de l’envoi de son CD Pour Mémoire (hors commerce), Jean-Marie Blanchard, alors directeur de l’Opéra de Nancy, lui commande une œuvre à l’intention de l’Orchestre Symphonique et Lyrique de cette ville, en préfiguration à l’écriture d’un opéra. D'un commun accord, ils choisissent une pièce de Bernard-Marie Koltès Roberto Zucco comme sujet du futur opéra. Quittant Nancy pour le Grand Théâtre de Genève, Blanchard programme alors cette œuvre, mais l’ayant droit refuse son autorisation. Blanchard et Lenot se mettent d'accord sur un nouveau sujet d'opéra J’étais dans ma maison et j’attendais que la pluie vienne d'après la pièce de Jean-Luc Lagarce.
Depuis l'année 2000, il vit à Roubaix.
En 2003, à la suggestion de la SACEM et avec l'aide d'un mécène privé, Jacques Lenot crée une SARL d’édition musicale L’Oiseau Prophète, qui publie désormais toute sa musique, ainsi que nombre de partitions rétrocédées par l'éditeur précédent. Parallèlement est créée une association loi de 1901 « Ciels traversés » susceptible de recueillir et gérer des subventions, lesquelles servent uniquement à la fabrication des partitions et aux matériels d’exécution.
Depuis 2004, Jacques Lenot a des liens privilégiés avec le label Intrada fondé autour du compositeur Éric Tanguy. Cette collaboration a permis, avec l'aide d'un mécène privé et celle de partenaires officiels (MFA, FCM, ADAMI) de publier 4 CD monographiques consacrés à sa musique pour piano et à sa musique de chambre.
En mars 2005, il est fait chevalier des Arts et des Lettres.
Fin janvier 2007, l'opéra J’étais dans ma maison et j’attendais que la pluie vienne est créé au Grand Théâtre de Genève. Apprenant cette programmation, Joséphine Markovits, directrice artistique musicale du Festival d'automne à Paris suggère à Jacques Lenot d’envisager une installation sonore en collaboration avec l’IRCAM. Appuyé dans cette démarche par son nouveau directeur, Frank Madlener, il décide alors de se lancer dans l’apprentissage de l’environnement informatique musical…
Le Festival Musica de Strasbourg 2008 lui consacre un portrait en faisant créer pas moins de onze œuvres, dont son quatrième quatuor, par le Quatuor Arditti.
Il y a, d’après Emmanuel Levinas, installation sonore cocommandée par le Festival d’Automne à Paris et l’IRCAM, avec le soutien de la SACEM pour l’église Saint-Eustache à Paris, y est créée le 29 septembre 2009.
En juillet 2011, il est promu au grade d'officier dans l'Ordre des Arts et des Lettres.
Jacques Lenot, répondant à une commande chorégraphique du Festival Printemps des Arts de Monte-Carlo, a écrit Effigies, quintette pour piano et cordes, œuvre imposée pour l’épreuve finale du Concours International de piano d’Orléans 2012, avec le Quatuor Diotima.
Pour le festival commémorant le deux centième anniversaire de la naissance de Richard Wagner, en octobre 2013 à Genève, il compose D‘autres Murmures pour trompette et très grand orchestre.
Jacques Lenot collabore en tant que « compositeur en résidence » pour les saisons 2013 et 2014 avec l'ensemble Multilatérale.
Il obtient un Coup de cœur musique contemporaine 2019 de l'Académie Charles Cros, pour Reliquien
chez L'oiseau prophète éditeur avec Raphaël Duchateau à la trompette et Julien Blanc au piano. Coup de coeur annoncé dans l’émission « Le Concert du Soir » d’Arnaud Merlin du 22 janvier sur France Musique, en « après-concert ».

## Œuvres

### Piano

#### Piano seul
- Agalma (titre d'après Daniel Arasse) (2008)
- Aura (2002)
- Avant le jour (2006)
- Bagatelles Livres I et II, nouvelle version de Belvédères I et II pour piano (2011)
- Bagatelles Livre III, essais pédagogiques (2014)
- Belvédères I - Livre  I - 45 pièces pédagogiques (1979-1980)
- Belvédères I - Livre II - 24 pièces pédagogiques (1979-1980)
- Belvédères IV - Sphinx, pièces pédagogiques pour 1,2,3 ou 4 pianos (1982)
- Burrascoso (2004)
- Charybde (2013)
- Cités de la nuit (Titre d'après John Rechy) (1981-2005)
- D'obscures étoiles (1978)
- Dramatis personae (2007)
- Errante, d'après 'Les Ombres Errantes' de François Couperin (2006)
- Études pour piano 1 à 12 (1986-1989)
- Ils traversent la nuit (Titre de José Lezama Lima) (2007)
- Inscriptions (sur le nom de Karol Szymanowski) (2006)
- Là-bas (titre d'après Baudelaire) (2001)
- L'esprit de solitude (2004)
- Lumière d'août (2011)
- Mais l'ombre de la nuit (2011)
- Mascaret, d'après 'Les barricades mistérieuses' de François Couperin (2006)
- Minutiae pour piano et environnement informatique (2009)
- Où habite l'oubli (2011)
- Piangendo (Allégories d'exil III) (1977-1978)
- Préludes pour piano (24) (1986-1996-2003 révision)
- Sans soleil (Titre de Modeste Moussorgski) (2007)
- Schattenwelt (2011)
- Scylla (2013)
- Seascapes I, II, III (2013)
- Six premières études (1984)
- Sonate pour piano   I (1971)
- Sonate pour piano  II (1978, révisée en 2012)
- Sonate pour piano III (1979)
- Sonate pour piano  IV (1980)
- Utopia glossa prima (1981)
- Vier Berliner Ansichtskarten mit Johannisbeeren (2005)
- We approach the sea (1982)

#### Piano à 4 mains
- Le silence des sirènes d'après une nouvelle de Franz Kafka (2007)

#### Deux pianos
- Fuge, dilecte mi (1975)
- Inscriptions (sur le nom de Karol Szymanowski) (2006)
- Le jardin étincelant (2009)
- Le Tombeau de Szymanowski (1987)
- Possible pure land emblem III (1994)

### Orgue
- Aus des Engel Ordnungen Livre d'orgue I, 7e pièce (1984)
- Cahier d'Orgue - 109 pièces pédagogiques (1996)
- Deux pièces de fantaisie (1991)
- Esquisses pour orgue (7 pièces) (1991)
- Fantaisies et pièces en trio (11 pièces) (1996)
- Heureux les vents qui fuient vers les jardins… (1988)
- La Victoire de Héraclius (1993)
- Le Livre des Dédicaces (25 pièces) (1987)
- Livre d'Orgue  I (7 pièces) (1982-1990)
- Livre d'Orgue II (9 pièces sans titre) (1992-1994, révision 2008)
- Livre d'Orgue III (D'après le Livre de la pauvreté et de la mort, de Rainer Maria Rilke) (24 pièces) (1994-1995)
- Manifesto per Ligeti (2007)
- Misti Organ Music (Titre inspiré du volcan dominant Arequipa au Pérou) (2005)
- Mon royaume n'est pas de ce monde (titre d'après l'Evangile selon Saint-Jean 18-36) (2004)
- O vos omnes, d’après le Répons de Ténèbres du Vendredi Saint onze répliques pour orgue pouvant être jouées séparément (2007)
- Suppliques (2010)
- Trois pièces d'orgue, dites " de Rome " (1993-1994)

### Musique vocale et chorale
- Air de concert pour mezzo-soprano et orchestre; textes du compositeur (1974)
- Allégories d'exil, version retirée pour soprano et 5 musiciens: flûte, clarinette, violon ou alto, violoncelle et piano; textes du compositeur (1975)
- Celui qui est couronné pour haute-contre et ensemble; textes de Jean-Pierre Derrien (1987)
- Cinq sonnets de Louise Labé pour soprano, haute-contre et 7 musiciens (1971-1973)
- Dal dolce pianto al doloroso riso pour baryton et piano; textes de Michel-Ange (1981-1991-2007)
- D'Autres Belvédères pour chœur et ensemble (1981)
- De elegia prima pour 12 voix et 12 cordes; textes du compositeur (1973)
- Else Lasker-Schüler Lieder pour voix de contralto et piano (versions pour mezzo-soprano et soprano) (2007)
- Espace de conflit (Allégories d'exil VII) pour mezzo-Soprano et cinq musiciens: flûte, clarinette, violon ou alto, violoncelle, piano ; textes du compositeur 1978)
- Je laisse le monde d'après Else Lasker Schüler pour soprano, clarinette en la et piano (2011)
- Karl Exultate pour soprano et orchestre; textes du compositeur (1974)
- La nuit (escapade) (Pédagogie) pour voix et orchestre d'élèves (Effectif variable); textes du compositeur (1999-2000)
- Le Prologue de la grâce (Un déchaînement si prolongé de la grâce I) pour Haute-contre et 12 voix solistes; textes de Jean-Pierre Derrien (1986)
- L'Ere du vaisseau pour chœur et orchestre; textes de Jean-Michel Buffarot (1980)
- Les six poèmes de Catherine Pozzi pour soprano et orchestre (2014)
- Le Tombeau de Henri Ledroit pour soprano, voix solistes, chœur, hautbois d'amour, violoncelle, orgue et ensemble (1988)
- L'Infinito pour soprano et 5 musiciens: flûte, clarinette, sax. soprano, vibraphone et harpe; poème de Giacomo Leopardi (1999)
- L'Oiseau prophète. (Pédagogie) pour flûte, piano et voix d'enfants; textes d'enfants (1997)
- O beaux yeux bruns pour soprano, violon, flûte, vibraphone et piano; texte de Louise Labé (2001)
- Oper'Avventi pour sextuor vocal, chœur et orchestre (1972)
- Pour Mémoire II pour soprano et grand orchestre; textes de François Farel (1980)
- Pour un qui est allé loin de s'amie pour mezzo-soprano et piano; poème de Clément Marot(2000)
- Sablier noir pour mezzo-soprano et piano; poème de Cléo Vachon (1979)
- Scène pour soprano, clarinette en si bémol et piano; poème de Arthur Pétronio (2008)
- S'en aller avec le vent nouvelle version de Sablier noir (2009)
- Sept sonnets de Louise Labé pour soprano, haute-contre et 7 musiciens (2001)
- Si les fleurs n’étaient que belles… pour baryton et orchestre; paroles de Étienne de Senancour (Oberman, 1833) (2005)
- Soliloque de la grâce (Un déchaînement si prolongé de la grâce V) pour Haute-contre seul; textes de Jean-Pierre Derrien (1986)
- Stabat Mater pour 2 hautes-contre, ténor, baryton, basse, 3 violes de gambe, sacqueboute et orgue positif (1983)
- Surge, aquilo pour orgue et voix de basse ad. lib. (1999)
- Un déchaînement si prolongé de la grâce, Caprice en trois tableaux, pour haute-contre, 12 solistes vocaux et quatuor à cordes; livret de Jean Pierre Derrien (1986)
- Un enchaînement si prolongé de la grâce pour 12 voix solistes, textes de Jean-Pierre Derrien et du compositeur (1983)

### Musique de chambre

#### Solos
- Ardendo pour violon (2013)
- Beau calme nu pour flûte (1973)
- Belvédères  II - pièces pédagogiques pour flûte (1980)
- Belvédères III - 60 pièces pédagogiques pour clarinette (1981)
- Ce pourraient être des îlots de lumière pour alto (2014)
- Cir(c)é pour hautbois d'amour (1986)
- Conciliateur  pour flûte alto (1991)
- De la mélancolie pour alto (1987) ou violon (1989)
- D'un seul souffle pour flûte (2006)
- E anela l'alba pour clarinette (1974)
- Essai de voix pour hautbois (1978)
- Fuggire (nouvelle version de Utopia Glossa Seconda) (2013)
- Houles (A la mémoire de Henri Dutilleux) pour violoncelle (2013)
- Il meraviglioso, anzi (Titre de Alberto Arbasino) pour alto (2005)
- Karl Jubilate (de Querimonia) pour violoncelle (1973)
- L'Ange au sourire pour basson (1981)
- La notte soffre pour hautbois (1973)
- Licht pour flûte (2004)
- Lullaby No Military Parade (Titre emprunté au groupe rock Iliketrains) pour violon (2006)
- Migrations/Œdipe - titre incomplet pour violoncelle (1984)
- Néfertiti au loin, en novembre, dans un jardin avec alto pour alto (2009)
- Ohne Rilke pour violoncelle (2005)
- Répliques pour alto (2012)
- Scogli pour basson (2002)
- Soliloque de la grâce (Un déchaînement si prolongé de la grâce V) pour haute-contre seul; textes de Jean-Pierre Derrien (1986)
- Tormentoso pour clarinette (2003)
- Traces pour violoncelle (1969)
- Utopia glossa quarta pour flûte basse (1982)
- Utopia glossa seconda pour alto (1982)

#### Duos
- Alto contralto pour 2 flûtes alto (2005)
- Auf Naxos pour flûte et harpe (1989)
- Aux Antiques rives heureuses pour flûte et violoncelle (1986)
- Dans la rue du Jeune Anacharsis (Allégories d'exil, VIII) pour flûte et piano (1978)
- Distant voices pour saxophone soprano et piano (1996)
- D’ores et déjà (nouvelle version de Dans la rue du jeune Anacharsis) (2013)
- Douze duos pour clarinette et piano d'après les douze duos pour violon et piano (2007)
- Douze duos pour violon et piano (2005)
- Échappée pour alto et piano (1982)
- Escape nouvelle version de Echappée (2013)
- Esquif pour alto et piano (2002)
- Est-ce le vent pour violoncelle et piano (1979)
- Frammento per l'armonia della notte pour alto et harpe (1974)
- Habiter la terre en poète pour piccolo et piano (1994)
- In lovely blueness pour violoncelle et piano (1996)
- J'attendrai des siècles des années pour flûte ou clarinette en sib et piano (nouvelle version de Dans la rue du jeune Anacharsis) (2013)
- La lettre au voyageur quatre pièces pour violon et piano (2012-2013)
- La nuit venue pour flûte et harpe (ou piano) (1999)
- La terre nous aimait un peu je me souviens version pour clarinette en si bémol et piano (2006)
- Les merveilleux nuages pour piccolo et piano (2001)
- Lied 1 Von ewiger Liebe de Brahms, en écho pour clarinette en la et piano (1985)
- Lied 2 Dryades et Pan de Szymanowski, en écho pour violoncelle et piano (1985)
- Mit  zartem Ausdruck pour flûte piccolo et piano (2006)
- Mit  zartem Ausdruck version pour alto et piano (2006)
- Mit  zartem Ausdruck version pour cor et piano (2006)
- Mormorando (nouvelle version de Aux antiques rives heureuses) (2009)
- Pianto al tuo fianco pour flûte et piano (1975)
- Quel est donc ce pays d'autrefois nouvelle version de Aux antiques rives heureuses pour flûte et violoncelle (2009)
- Qu'il vienne à ma demeure nouvelle version de Utopia Glossa terza pour flûte alto et piano (2009)
- Secrètement à la nuit d'après Else Lasker Schüler, pour violon et piano (2011)
- S'en aller ! S'en aller ! Parole de vivant pour 2 flûtes (1993)
- Sonate pour violoncelle et piano (1982)
- Trois pièces pour alto et piano (1995)
- Utopia glossa terza pour flûte alto et piano (1982)
- Vivacissimo pour flûte et piano (1999)
- Vor Sonnenaufgang pour cor et piano (2006)
- Vor Sonnenaufgang version pour flûte et piano (2006)

#### Trios
- Célébration (Allégories d'exil VI) pour trio à cordes (1978, révisé en 1984)
- Comme de ce pur instant de mer qui précède la brise (L’esprit des Lieux II-I) pour 3 clarinettes (1981)
- Elisabeth S. Elegie pour flûte en sol, alto et cor (2006)
- Harmonie pour flûte, violon et piano (1996)
- Immer pour 2 pianos et percussion (1972)
- Juliano Jubilate pour flûte ou clarinette en sib, violoncelle et piano (nouvelle version du Julian Trio) (2012)
- Larghetto con tenerezza pour violon, violoncelle et piano (2000)
- Le promeneur solitaire (Commentaire du "Souvenir de Robert Walser" de W.G. Sebald) pour clarinette en la, violoncelle et piano (2006)
- Le Sylphe pour flûte, cor et harpe (1997)
- Lied 3, Ruhe, meine Seele de R.Strauss, en écho pour clarinette, violoncelle et piano (1985)
- Lied 6, Sonate en trio en mi mineur, BWV 528 de J.S.Bach, en écho pour clarinette en la, violoncelle et piano (1986)
- Mit zartem Ausdruck pour flûte piccolo, alto et piano (2002)
- Omaggio a Donatoni pour flûte, violon et violoncelle (2002)
- Per Tre pour trio à cordes (1969)
- Pien di quella ineffabile dolcezza pour flûte, vibraphone et piano (1996)
- Quasi sospeso pour violon, violoncelle et piano (1998)
- The Julian Trio pour flûte, violoncelle et piano (1978)
- Trio à cordes (2005)
- Trio pour cor, violoncelle et piano (1989)
- Trio pour flûte, cor et piano (2006)
- Trio pour flûte, violoncelle et piano nouvelle version de The Julian Trio (2009)

#### Quatuors à cordes
- À propos de la grâce (Un déchaînement si prolongé de la grâce IV) (1986)
- Aria pour violon et trio à cordes (2002)
- Quatuor à cordes    I (1997)
- Quatuor à cordes   II (2002)
- Quatuor à cordes  III (2003)
- Quatuor à cordes   IV (2004)
- Quatuor à cordes    V (2005)
- Quatuor à cordes   VI (2008)
- Quatuor à cordes  VII (2012)
- Sette Frammenti (1976)
- Trois Liebesliederwalzer (Un déchaînement si prolongé de la grâce II) (1986)
- Trois mouvements de quatuor à cordes (1991)
- Un froissement, très loin, de l'air (2005)

#### Autres quatuors
- Airs variés dans un paysage (Allégories d'exil IX) pour 4 flûtes (1978)
- La terre nous aimait un peu je me souviens pour clarinette en si bémol, vibraphone, harpe et piano (2006)
- Lied 4, Aiguillettes en ariettes de Michel Lambert, en écho pour violon, flûte, hautbois et basson (1985)
- Lied 7, Simultan de Ingeborg Bachmann, en écho pour basson, contrebasse, harpe et piano (1986)
- Livre de violes I pour 4 violes de gambe (1990)
- Mit zartem Ausdruck pour flûte piccolo, alto, cor et piano (2006)

#### Quintettes
- Achille Brass Quintet pour 2 trompettes, cor, trombone et tuba (2014)
- Allegretto gioviale pour piano et quatuor à cordes (2002)
- Clameurs pour flûte, cor anglais ou clarinette, violon ou alto, violoncelle et piano (1969-1970)
- Effigies pour piano et quatuor à cordes (2010)
- Floris Music pour vibraphone, celesta, clavecin, marimba et piano (1998)
- Il y a encore des chants à chanter au-delà des hommes, à la mémoire de Robert Coinel, d’après Fadensonnen de Paul Celan (2010)
- Inquieto pour piano et quatuor à cordes (2003)
- Inquieto, altro  pour piano et quatuor à cordes (2005)
- Paysage avec figures absentes pour flûte, clarinette, piano, violon, violoncelle (1994)
- Quasi una partita pour quintette à vent (1996)
- Quintette à cordes, d'après le K. 593 de Mozart (2007)
- Quintette avec flûte (2008, 2012)
- Quintette à vent (1987)
- Sur le ton de la joie pour flûte, violon, alto, violoncelle, harpe (1989)
- Utopia glossa quinta pour flûte alto, clarinette en la, violon, violoncelle et piano (1982)
- Vogel als Prophet pour flûte alto, clarinette, vibraphone, cor et harpe (1998)

#### Sextuors
- Cavatine pour violoncelle et quintette à cordes (1992)
- Dans le tumulte des flots I pour sextuor à cordes (1982)
- L'Esprit des lieux, Livre II: II - Un soleil obscur à la cime des vagues pour quatuor à cordes, contrebasse et piano (1981)
- Il y a encore des chants à chanter au-delà des hommes (titre d'après Paul Celan) pour flûte, clarinette, violon, alto, violoncelle et  piano (2010)
- Uraeus pour violon et quintette à cordes (1987)

#### Septuors
- Der Einzige pour flûte, hautbois, clarinette, cor, violon, alto et violoncelle (1988)
- L'Esprit des lieux, Livre II: IV - A l'aube, le rivage pour flûte alto, cor anglais, clarinette en la, basson, 2 cors, et trombone (1981)
- O alter Duft pour flûte, clarinette, vibraphone, piano, violon, alto et violoncelle (1998)
- Paysages de fantaisie pour flûte, clarinette, cor, piano, violon, alto, et violoncelle (1997)
- Wanderlust pour flûte, clarinette en si bémol, trombone ténor, violon, alto, violoncelle et contrebasse (2009)

#### Octuors
- Pythéas pour flûte, clarinette, basson, vibraphone, violon, alto, piano et echantilloneur, avec un poème de Robert Walser On est pris par une main (2012)

### Solistes et ensemble
- Abrupts jeux d’ailes (titre d'après Stéphane Mallarmé) pour alto et ensemble à cordes (2008)
- A.S.C. pour piano et 18 musiciens (1971)
- Amarlied pour violoncelle et orchestre (1974)
- Aria (d'après Giacomo Leopardi) pour violon et trio à cordes (2002)
- Au bord des fleuves de Babylone pour orgue et orchestre (1992-1993)
- Aux rives ultérieures pour violon et 10 musiciens (1988)
- Barbelés intérieurs pour 2 pianos et ensemble (1968)
- Capriccio pour flûte et 11 musiciens (1995)
- Cavatine pour violoncelle et quintette à cordes (1992)
- Chiaroscuro version pour piano et orchestre (2006)
- Concert de nuit pour violon, piano et septuor à vent (2012)
- Concerto pour piano et orchestre (1975)
- Concerto pour piano et orchestre I (1991-1993)
- Concerto pour piano et orchestre II (2012-2013, révisé en 2014)
- Dans le tumulte des flots II pour violon, sextuor à cordes et ensemble (1982)
- D'autres murmures pour trompette et orchestre (2012, corrections en 2013)
- De par les rues, la mémoire pour flûte, piano et cordes (1975)
- Effigie pour flûte(s) et orchestre (1992)
- Enclaves pour violoncelle et orchestre (1978-1979)
- Erinnern als Abwesenheit  II pour piano et ensemble (2009)
- Erinnern als Abwesenheit III pour alto et ensemble (2009)
- Esaltato pour violon et orchestre (2012, révisé en 2014)
- Espace latent (Allégories d'exil V) pour piano et 8 instruments à vent (1976-1978)
- Espressivo pour flûte et orchestre (2012, révisé en 2014)
- Estatico pour hautbois et orchestre (2012, révisé en 2014)
- Et incarnatus est pour flûte, hautbois, clarinette et 15 musiciens (1974)
- Exergue (Allégories d'exil I) pour violoncelle et 17 musiciens (1977)
- Inquieto, altro pour piano et quatuor à cordes (2005)
- Intermezzo pour cor et orchestre (1995)
- La Défaite de Chosroès pour violoncelle et 10 musiciens (1989-1991)
- La Gerusalemme celeste (titre d'après la Bible) pour orgue et orchestre (2005)
- La vie éternelle rayonne sur les feuilles du jardin pour violoncelle et orchestre (1998-2001)
- Le chant de Memnon pour flûte et orchestre (1992)
- Le ciel brûle d'étoiles pour orgue et cuivres (2000)
- L'Esprit des lieux: Livre I -   I - La mer à longs traits s'est retirée de mes songes pour clarinette en la et 13 musiciens (1981)
- L'Esprit des lieux: Livre I -  II - La bourrasque emporte ses funérailles vers la mer pour violoncelle et 12 musiciens (1981)
- L'Esprit des lieux: Livre I - III - Bientôt le soleil retrouvera ses antiques disciples pour harpe et 16 musiciens (1981)
- Lied 5, Soave sia il vento de Mozart, en écho pour hautbois, cor, piano et sextuor à cordes (1985)
- Lied 9. " l'Archange " pour clarinette et 9 musiciens (1987)
- Liens pour piccolo, piano et orchestre (2006)
- Maurice Fleuret : In Memoriam pour orgue et 8 instruments à vent (1990)
- Nuit d'Eté pour violoncelle et orchestre (1984)
- Parmi les hiérarchies des anges pour alto, orgue et orchestre (1985)
- Pensieri dolenti pour orgue et sextuor à cordes (1989)
- Pour Mémoire I pour piano et grand orchestre (1980)
- Quasi una serenata pour alto et 10 musiciens (1998)
- Querimonia pour violoncelle et orchestre (1974)
- Scylla II pour piano et orchestre (2012, révisé en 2014)
- Uraeus pour violon et quintette à cordes (1987)
- Wie aus der Ferne pour Violoncelle et 11 musiciens (1998)

### Ensemble
- AL OL pour orchestre (1998)
- Avventi pour grand ensemble (1969)
- Avventi - Ballet pour orchestre (1973)
- Cinquante quatre fragments sur la Déploration du Christ, Commentaire d'un tableau de Ambrogio Fossano dit 'le Bergognone', Collection Campana, Musée du Petit-Palais, Avignon pour 9 musiciens (2004)
- Comme au loin pour 10 instruments à vent (1976-1977)
- Concerto pour 13 instruments (1987)
- Diaphanéis pour cordes et percussions (1966)
- Dolcezze ignote all'estasi (Allégories d'exil IV) pour 26 musiciens (1977)
- Épitaphe (Allégories d'exil II) pour orchestre à vent et percussion (1977)
- Erinnern als Abwesenheit I pour ensemble (2009)
- Hommage à Schubert pièce pédagogique pour orchestre (1996)
- Im fröhlichen Ton pour 12 violoncelles (1982-1990)
- In illo tempore pour 17 musiciens (1973)
- In lieblicher Blaüe pour orchestre (1987)
- Là eussent dû être des roses pièce pédagogique, pour orchestre (1995)
- L'Esprit des lieux, Livre  I -  IV - Où la brume venue de la mer ondoyait près de l'horizon pour 12 musiciens (1981)
- L'Esprit des lieux, Livre II -  II - Un soleil obscur à la cime des vagues pour quatuor à cordes, contrebasse et piano (1981)
- L'Esprit des lieux, Livre II - III - Le vent du soir ramène sa dépouille vers la grève pour 19 musiciens (1981)
- Lied 8, Allein Gott in der Höh, BWV 662 de J.S.Bach, en écho pour 12 musiciens (1986)
- Lux aeterna In memoriam György Ligeti pour 9 musiciens (2006)
- Océan captif pour 4 groupes de solistes (1976)
- Pour mémoire III pour orchestre à cordes (1980)
- Propos recueillis cycle de 12 pièces pour flûte, hautbois, clarinette, basson, cor, trompette, trombone et cordes (2.1.1.1.1) (2011)
- Solacium pour 8 musiciens (1974)
- Szent Istvàn Ter (Quasi una Fantasia) pour 14 instrumentistes (2014)
- Torse d'espace pour orchestre à cordes (1975)
- Un grand principe de violence commandait pour 16 musiciens (1980)
- Utopia Parafrasi pour 16 musiciens (1983)
- Versants pour 11 cordes solistes (1969)
- Versants-Traces pour 11 cordes solistes (1972)

### Orchestre
- AL OL (1998)
- Avventi - Ballet (1973)
- Dans la continuité des Parques (2001)
- Épilogue (Allégories d'exil X) pour orchestre (1978)
- Sinfonia pour grand orchestre (1975-1977)
- Sous le vent la terre (À la mémoire de Claudio Abbado) pour grand orchestre (2014)
- Variations pour orchestre (1977)

### Opéras
- J'étais dans ma maison et j'attendais que la pluie vienne (2002-2003); livret du compositeur d'après Jean-Luc Lagarce
- Roberto Zucco (Commande et propriété du Grand-Théâtre de Genève. Droits bloqués) (1999-2000) d'après Bernard-Marie Koltès

### Installations sonores
- Il y a (titre d'après Emmanuel Levinas -en collaboration avec Éric Daubresse et Greg Beller, de l'IRCAM) (2007-2009)
- Mehr Licht (titre d'après Goethe) (2003)
- Isis & Osiris installation sonore mixte (IRCAM) avec septuor à vent (2010-2011, 2013)
- Horus (d'après Isis & Osiris) installation sonore mixte avec trio à vent (hautbois d’amour, basson, trompette) et quatuor à cordes (2013)

### Cycles d'œuvres
- Allégories d'exil    I: Exergue pour violoncelle et 17 musiciens (1977)
- Allégories d'exil   II: Épitaphe pour orchestre à vent et percussion (1977)
- Allégories d'exil  III: Piangendo pour piano (1977-1978)
- Allégories d'exil   IV: Dolcezze ignote all'estasi pour 26 musiciens (1977)
- Allégories d'exil    V: Espace latent pour piano et 8 instruments à vent (1976-1978)
- Allégories d'exil   VI: Célébration pour trio à cordes (1978, révisé en 1984)
- Allégories d'exil  VII: Espace de conflit pour mezzo-soprano et cinq musiciens: flûte, clarinette, violon ou alto, violoncelle, piano ; textes du compositeur (1978)
- Allégories d'exil VIII: Dans la rue du Jeune Anacharsis pour flûte et piano (1978)
- Allégories d'exil   IX: Airs variés dans un paysage pour 4 flûtes (1978)
- Allégories d'exil    X: Épilogue pour orchestre (1978)

- Belvédères   I - Livre  I - 45 pièces pédagogiques pour piano (1979-1980)
- Belvédères   I - Livre II - 24 pièces pédagogiques pour piano (1979-1980)
- Belvédères  II - pièces pédagogiques pour flûte (1980)
- Belvédères III - 60 pièces pédagogiques pour clarinette (1981)
- Belvédères  IV - Sphinx, pièces pédagogiques pour 1,2,3 ou 4 pianos (1982)

- Erinnern als Abwesenheit   I pour ensemble (2009)
- Erinnern als Abwesenheit  II pour piano et ensemble (2009)
- Erinnern als Abwesenheit III pour alto et ensemble (2009)

- L'Esprit des lieux, Livre  I -  I - La mer à longs traits s'est retirée de mes songes pour clarinette en la et 13 musiciens (1981)
- L'Esprit des lieux, Livre  I-  II - La bourrasque emporte ses funérailles vers la mer pour violoncelle et 12 musiciens (1981)
- L'Esprit des lieux, Livre  I- III - Bientôt le soleil retrouvera ses antiques disciples pour harpe et 16 musiciens (1981)
- L'Esprit des lieux, Livre  I-  IV - Où la brume venue de la mer ondoyait près de l'horizon pour 12 musiciens (1981)
- L'Esprit des lieux, Livre II-   I - Comme de ce pur instant de mer qui précède la brise  pour 3 clarinettes (1981)
- L'Esprit des lieux, Livre II-  II - Un soleil obscur à la cime des vagues pour quatuor à cordes, contrebasse et piano (1981)
- L'Esprit des lieux, Livre II- III - Le vent du soir ramène sa dépouille vers la grève pour 19 musiciens (1981)
- L'Esprit des lieux, Livre II-  IV - A l'aube, le rivage pour flûte alto, cor anglais, clarinette en la, basson, 2 cors, et trombone (1981)

- Lied 1, Von ewiger Liebe de Brahms, en écho pour clarinette en la et piano (1985)
- Lied 2, Dryades et Pan de Szymanowski, en écho pour violoncelle et piano (1985)
- Lied 3, Ruhe, meine Seele de R.Strauss, en écho pour clarinette, violoncelle et piano (1985)
- Lied 4, Aiguillettes en ariettes de Michel Lambert, en écho pour violon, flûte, hautbois et basson (1985)
- Lied 5, Soave sia il vento de Mozart, en écho pour hautbois, cor, piano et sextuor à cordes (1985)
- Lied 6, Sonate en trio en mi mineur, BWV 528 de J.S.Bach, en écho pour clarinette en la, violoncelle et piano (1986)
- Lied 7, Simultan de Ingeborg Bachmann, en écho pour basson, contrebasse, harpe et piano (1986)
- Lied 8, Allein Gott in der Höh, BWV 662 de J.S.Bach, en écho pour 12 musiciens (1986)
- Lied 9, L'Archange pour clarinette et 9 musiciens (1987)

- Pour Mémoire   I pour piano et grand orchestre (1980)
- Pour Mémoire  II pour soprano et orchestre (1980)
- Pour Mémoire III pour orchestre à cordes (1980)

- Utopia glossa prima pour piano (1981)
- Utopia glossa seconda pour alto (1982)
- Utopia glossa terza pour flûte alto et piano (1982)
- Utopia glossa quarta pour flûte basse (1982)
- Utopia glossa quinta pour flûte alto, clarinette en la, violon, violoncelle et piano (1982)
- Utopia Parafrasi pour 16 musiciens (1983)

## Éditeurs des partitions
- Amphion (Durand-BMG)
- Éditions Françaises de Musique / Billaudot
- L'Oiseau Prophète Éditeur
- MômeLudies / CFMI
- Ricordi Paris (BMG)
- Salabert (BMG)
- Suvini Zerboni

## Discographie

### Monographies
- Jacques LENOT, Étude no 1 à Étude no 12, dans « Les Études pour piano » Dominique My (piano), CD Una Corda ACCORD, 1992, no 201982
- Jacques LENOT, Le soliloque de la grâce, Le tombeau de Henri Ledroit (sur un poème de La Fontaine) I à Le tombeau de Henri Ledroit XII, dans « Le tombeau de Henri Ledroit » Philippe Herreweghe, Henri Ledroit, CD FY Solstice, 1992, n° SOCD 80
- Jacques LENOT, Wie aus der Ferne, Pien di quella ineffabile dolcezza, Vogel als Prophet, Floris Music, Harmonie, O alter Duft, dans « Charmes » Sarah Veilhan (violoncelle), Ensemble transparences, dir. Sylvain Blassel, CD Étoile Production, 1999, N° EP 0004
- Jacques LENOT, Aura, Là-bas, Scogli, Esquif, Omaggio a Donatoni, Quatuor à cordes no 2, Allegretto gioviale, dans « Liens – Musique de chambre » Quatuor Rosamonde, Henri Demarquette (violoncelle), Xavier Gagnepain (violoncelle), Pascal Gallois (basson), Vahan Mardirossian (piano), Magali Mosnier-Karoui (flûte), Jean-Marc Phillips-Varjabedian (violon), Jean Sulem (alto), Agnès Sulem-Bialobroda (premier violon), Thomas Tercieux (second violon), CD Intrada, 2004, N° INTRA009
- Jacques LENOT, « Œuvres pour piano volume 1 » comprenant: Six premières études / Études 1 à 5 ; We approach the sea ; Burrascoso ; Préludes du second livre – XIII D'un horizon dorien, XVI Wie der Abendwind, XVII Par temps gris, XVIII If there were the sound of water only, XIX Orages (différés), XX Ô toi désir, qui vas chanter, XV The name of Alice, XXI Car l'onde s'est tue, XXII Un giugno mesto, XXIII C'étaient de très grands vents, XXIV Un chant retrouvé, Winston Choi (piano), CD Intrada, 2004, N° INTRA012
- Jacques LENOT, « Œuvres pour piano volume 2 » comprenant: Cités de la nuit, VI – Lugubre, IV – Prestissimo, volante, V & VI (Re-recording) – Possible Pure Land Emblem I, II et III, I – Un chant éloigné, IV – Je veux de ces fragments étayer mes ruines, VII – Là eussent dû être des roses, XI – Falling Skies, VIII – En bleu adorable, XII – Je t’interroge, plénitude et c’est un tel mutisme, X – Ciels (traversés), III – Un chant éperdu, IX – Où puis-je m’enfuir ?, XIV – Maintenant il serait temps que les dieux sortent des choses habitées, II – Anges, anges, fauchez !, L’Esprit de solitude, Winston Choi (piano), CD Intrada, 2006, N° INTRA017
- Jacques LENOT, « Intégrale de l'œuvre pour piano » coffret de 3 CD comprenant, outre les 2 volumes ci-dessus: Agalma ; Avant le jour ; Dramatis personae ; Errante ; Ils traversent la nuit ; Inscriptions sur le nom de Karol Szymanowski ; Mascaret ; Sans soleil, Winston Choi (piano), CD Intrada, N° INTRA044
- Jacques LENOT, « Chiaroscuro », comprenant: Chiaroscuro pour piano et orchestre, Erinnern als Abwesenheit I, II et III, Winston Choi (piano), Laurent Camatte (alto), ensemble Multilatérale, Jean Deroyer (direction), CD Intrada, 2012, N° INTRA052
- Jacques LENOT, « Suppliques », Jean-Christophe Revel (orgue), CD Intrada, 2013, N° INTRA056
- Jacques LENOT, « Le ciel retrouvé », Intégrale des 7 quatuors à cordes, Quatuor Tana, coffret 3 CD Intrada, 2014, N° INTRA057

### Autres
- Jacques LENOT, Lied VI, dans « Alain Damiens, clarinette » (avec des œuvres de Philippe Fénelon, Vinko Globokar, Philippe Haim, Iannis Xenakis), Alain Damiens (clarinette), CD MFA, 1991, no 581277
- Jacques LENOT, Livre d’Orgue, extrait V, dans « Pierre Bousseau » (avec des œuvres de György Ligeti, Claude Vivier, Bernard Cavanna, Giacinto Scelsi, Jeannine Richer, Arvo Pärt), CD ADDA, 1991, no 581240
- Jacques LENOT, Dans la rue du jeune Anacharsis, dans « Allégories d’exils » (avec des œuvres de Hans Werner Henze, Arthur Petronio, Ferrucio Busoni, Hany Fouad), Jean-Louis Beaumadier (flûtes), Jacques Reynaut (piano), CD Calliope, 1995, no 9227
- Jacques LENOT, Ciels (traversés), Esquisse du prélude 12, dans « Le piano contemporain », Dominique My (piano), CD Accord, 1996, no 205752
- Jacques LENOT, Tormentoso, dans « Œuvres pour clarinette seule » (avec des œuvres d’Edison Denisov, Éric Tanguy, Franco Donatoni, Luciano Berio, Pierre Boulez et Igor Stravinsky), Nicolas Baldeyrou (clarinette), CD Intrada, 2004, no INTRA010
- Jacques LENOT, Mon royaume n'est pas de ce monde, dans « Concerts au grand orgue de Saint-Étienne-du-Mont (Paris) » (avec des œuvres de Jehan Alain, César Franck, Marcel Dupré…), Marie-Claire Alain, Yves Castagnet, Thierry Escaich, Vincent Warnier (orgues), CD Intrada, 2005, no INTRA018
- Jacques LENOT, La Gerusalemme celeste, dans « Autour du concerto pour orgue de Poulenc » (avec des œuvres de Francis Poulenc, Jean-Philippe Rameau et Daniel Roth), Vincent Warnier (orgue), orchestre Les Siècles (direction François-Xavier Roth), CD Intrada, 2006, no INTRA028
- Jacques LENOT, 2e sonate pour piano et Où habite l'oubli dans « Yusuke Ishii » (avec Sonate n°2 et Mana de André Jolivet) par Yusuke Ishii, piano CD Lyrinx, 2013, no LYR 282

## Distinctions
- Officier de l'ordre des Arts et des Lettres (2011)